# Dasyrhicnoessa celata
Dasyrhicnoessa celata är en tvåvingeart som beskrevs av Lorenzo Munari 2010. Dasyrhicnoessa celata ingår i släktet Dasyrhicnoessa och familjen Canacidae. Inga underarter finns listade i Catalogue of Life.